# Frenchs Forest
Frenchs Forest è un sobborgo a nord di Sydney, nello Stato del Nuovo Galles del Sud in Australia.
Frenchs Forest è situato 13 chilometri a nord del Distretto affaristico centrale di Sydney, nell'area governativa locale della Municipalità di Warringah.
Frenchs Forest fa parte della zona North Shore di Sydney, ed anche del Forest District, amichevolmente chiamato The Forest.